# Todirești, Ungheni
Todirești este satul de reședință al comunei cu același nume din raionul Ungheni, Republica Moldova.
Satul se află pe marginea unui deal și este străbătut de o râpă pe la mijloc, în care izvorăște râulețul Coada Râpii. La est trece râul Vladnic. În vale se află un șes, după care începe un alt deal, cu pădure de salcâm și arboret.
Populația satului este de aproximativ 3.500 locuitori. În sat activează o casă de cultură și o sală de sport. Majoritatea locuitorilor sunt de religie creștin-ortodoxă și frecventează biserica „Arhanghelul Mihai și Gavriil” din localitate.

## Personalități

### Născuți în Todirești
- Haim Greenberg (1889–1953),  scriitor, jurnalist, traducător, profesor și editor american